# European Comic Art
European Comic Art est une revue scientifique semestrielle consacrée à la bande dessinée européenne, émanation de l'International Bande Dessinée Society. Publiée à son lancement en 2008 par Liverpool University Press, elle est éditée depuis 2012 à Oxford par Berghahn Books (en). En 2022, elle est dirigée par les universitaires Laurence Grove, Anne Magnussen et Ann Miller.